# سنوربی
سنوربی (به ایتالیایی: Senorbì) یک کومونه در ایتالیا است که در استان کالیاری واقع شده‌است.

## خصوصیات
سنوربی ۳۴٫۴ کیلومترمربع مساحت و ۴٬۷۳۸ نفر جمعیت دارد و ۲۰۴ متر بالاتر از سطح دریا واقع شده‌است.